# Margaret Stokes

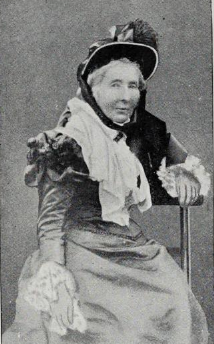
Margaret Stokes, Fotografie

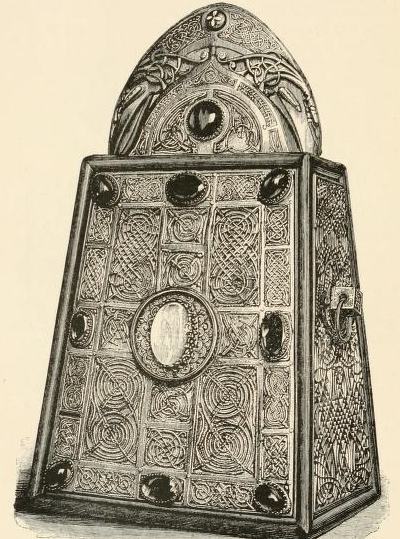
The Shrine of St. Patrick’s Bell im National Museum of Ireland, Illustration von Margaret Stokes, ca. 1897

Margaret McNair Stokes (* März 1832 in Dublin; † 20. September 1900 in Howth, Dublin) war eine irische Altertumswissenschaftlerin, Illustratorin historischer irischer Kunstgegenstände und Autorin. Margaret Stokes war die erste Frau, die zum Ehrenmitglied der Royal Irish Academy gewählt wurde (1876), eine Vollmitgliedschaft war zu ihren Lebzeiten Frauen nicht gestattet.

## Leben
Margaret Stokes wurde in Dublin als Tochter des Arztes William Stokes und seiner Frau Mary (geborene Black) geboren. Ein Bruder, Whitley Stokes, war ein Keltologe, ein zweiter, William, folgte dem Vater in die Medizin. Wichtige Persönlichkeiten auf dem Gebiet der Altertumswissenschaft wie der Künstler George Petrie, der Rechtsanwalt und Dichter Samuel Ferguson, Edwin Wyndham-Quin, 3. Earl of Dunraven and Mount-Earl, und die Historiker James Henthorn Todd und Bischof William Reeves waren häufige Besucher im Haus der Stokes, und dies soll Margarets Interesse an irischen Altertümern geweckt haben.
Ihre ersten veröffentlichten Arbeiten waren Illustrationen und Illuminationen für eine Ausgabe von Fergusons Gedicht The Cromlech at Howth aus dem Jahr 1861; auf der Titelseite wurden Teile der Illuminationen auf zwei Seiten des Book of Kells zusammengeführt. 1869 steuerte sie zu einer Ausgabe des Garland of Howth, einer Handschrift aus dem 8. bis 10. Jahrhundert, Reproduktionen der Buchmalerei bei. Margaret war bereits eine sachkundige und erfahrene Herausgeberin, Fotografin und Illustratorin, als sie begann, Forschungsarbeiten unter ihrem eigenen Namen zu veröffentlichen. In den 1870er Jahren gab sie Edwin Wyndham-Quins Notes on Irish Architecture (3 Bände, 1875–1877) nach dem Tod des Autors im Jahr 1871 heraus. Ihr Werk Early Christian Art In Ireland (1887, 2. Auflage 1911) wurde sehr geschätzt, und wenn der Rezensent Oscar Wilde von Stokes’ Prosa auch nicht begeistert war, so lobte er doch ihre Illustrationen. Sie verfasste zwei Werke über frühmittelalterliche irische Heilige in Europa, Six Months in the Apennines (1892) und Three Months in The Forest of France (1895). Ihr Werk High Crosses of Ireland war bei ihrem Tod noch unvollständig.
Sie war die erste Irin, die 1876 zum Ehrenmitglied der Royal Irish Academy und der Royal Society of Antiquaries of Ireland ernannt wurde.
Sie starb 1900 in ihrem Haus in Howth, im County Dublin. Ihr Nachlass befindet sich im Besitz des Trinity College Dublin und die National Gallery of Ireland besitzt ein von ihr erstelltes Kreideporträt von Walter Osborne.

## Schriften (Auswahl)
- Adolphe Napoléon Didron: Christian Iconography or, The History of Christian Art in the Middle Ages, 2 Bände. Hrsg.: Margaret Stokes. H. G. Bohn, London 1886.
- George Petrie: Christian Inscriptions in the Irish Language, 2 Bände. Hrsg.: Margaret Stokes. Dublin University Press/Royal Historical and Archaeological Association of Ireland, Dublin 1878.
- Margaret Stokes: Early Christian Architecture in Ireland. G. Bell and Sons, London 1878.
- Margaret Stokes: Early Christian Art in Ireland. Committee of Council on Education/Chapman and Hall, London 1887.
- Margaret Stokes: The High Crosses of Castledermot and Durrow. The Academy, Dublin 1898.